# Lough Funshinagh SAC
Lough Funshinagh SAC este o arie protejată (arie specială de conservare — SAC, sit de importanță comunitară — SCI) din Irlanda întinsă pe o suprafață de 430,52 ha, integral pe uscat.

## Localizare
Centrul sitului Lough Funshinagh SAC este situat la coordonatele 53°30′44″N 8°06′09″W / 53.512347°N 8.102579°V.

## Înființare
Situl Lough Funshinagh SAC a fost declarat sit de importanță comunitară în noiembrie 1997 pentru a proteja 13 specii de animale. Situl a fost protejat și ca arie specială de conservare în mai 2019.

## Biodiversitate
Situată în ecoregiunea atlantică, aria protejată conține 2 habitate naturale: Turlough, Râuri cu maluri nămoloase cu vegetație de Chenopodion rubri p.p. și Bidention p.p..
La baza desemnării sitului se află mai multe specii protejate de  păsări (13): rață lingurar (Anas clypeata), rață pitică (Anas crecca), rață fluierătoare (Anas penelope), rață mare (Anas platyrhynchos), Anser albifrons flavirostris, rață-cu-cap-castaniu (Aythya ferina), rața moțată (Aythya fuligula), lebădă de iarnă (Cygnus cygnus), lișiță (Fulica atra), culic mare (Numenius arquata), ploier auriu (Pluvialis apricaria), corcodel-cu-gât-negru (Podiceps nigricollis), nagâț (Vanellus vanellus).
Pe lângă speciile protejate, pe teritoriul sitului au mai fost identificate 1 specie de plante, 1 specie de amfibieni, 1 specie de mamifere.